# Эмо-ривайвл
Эмо-ривайвл (также известный как пост-эмо-ривайвл, возрождение мидвест-эмо и эмо четвёртой волны) — андеграундное движение эмо, которое началось в конце 2000-х и процветало до середины-конца 2010-х. Движение началось ближе к концу третьей волны эмо в 2000-х, когда такие группы из Пенсильвании, как Tigers Jaw, Algernon Cadwallader и Snowing, отказались от мейнстримовых настроений той эпохи, в пользу влияния мидвест-эмо 1990-х годов (т. е. эмо второй волны). Такие группы, как Touché Amoré, La Dispute и Defeater, черпали вдохновение из эмо 1990-х годов и особенно из его более тяжелых аналогов, таких как: скримо и постхардкор.
Движение стало заметным в андеграундной музыке к середине 2010-х годов с влиятельными релизами таких определяющих эпоху групп, как Modern Baseball, The Hotelier и Joyce Manor. Оно также расширилось в масштабах и звуковом разнообразии в этот период. Первопроходцами софт-гранжа были такие группы, как: Title Fight, Basement, Citizen и Turnover, в то время как State Faults, Birds in Row и Portrayal of Guilt раздвинули границы скримо. Эмо четвертой волны вступило в упадок к концу десятилетия, поскольку влиятельные группы распались или вступили в периоды перерыва. Группы пятой волны начали продвигать жанр на более экспериментальную территорию, часто охватывая пост-рок; примерами являются Pool Kids, Glass Beach и Awakebutstillinbed.

## История

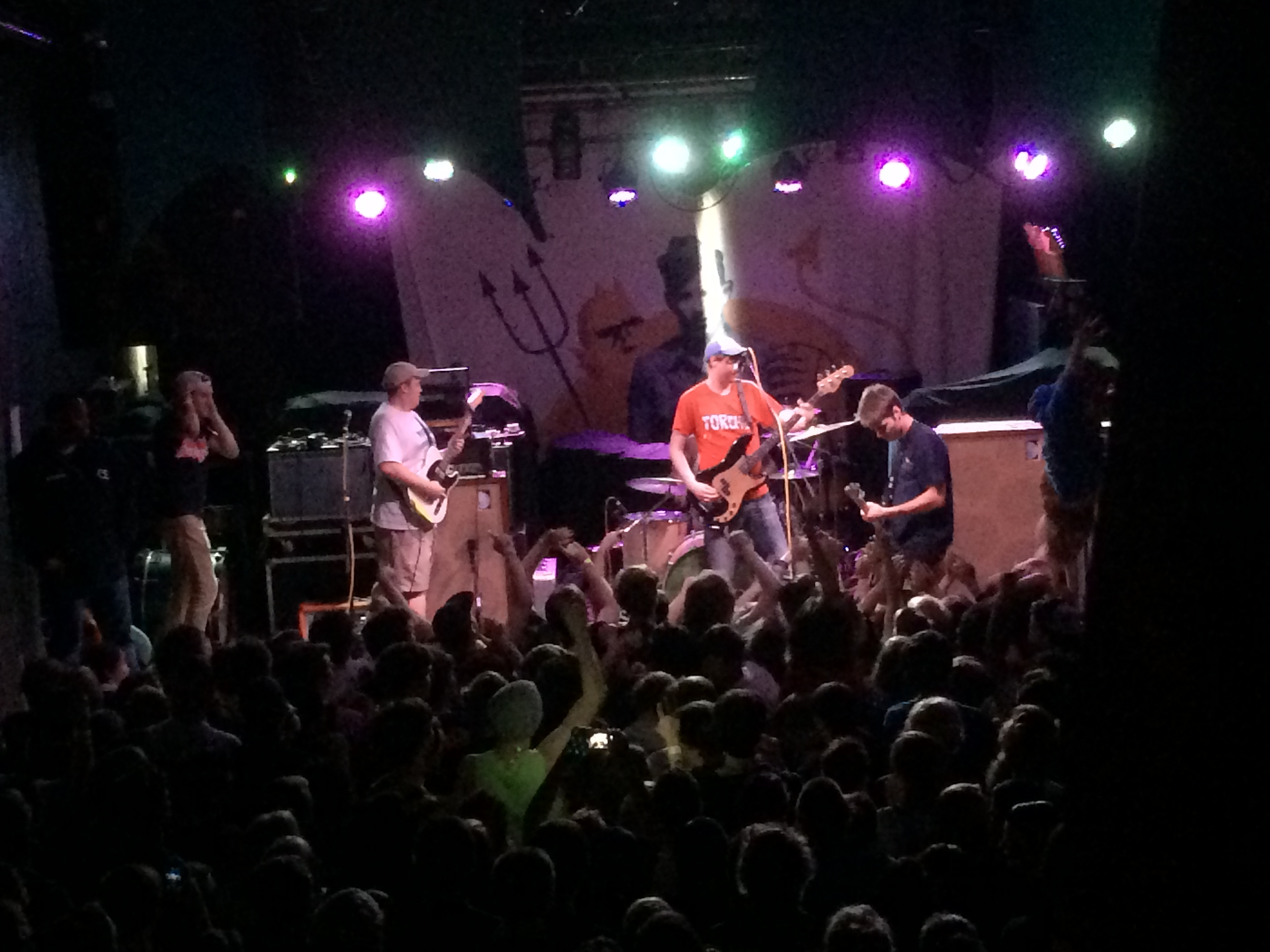
Modern Baseball считается одним из крупнейших игроков в движении возрождения эмо.

К началу 2010-х, эмо движение в значительной степени потеряло в коммерческий спрос. Большая часть групп, которые были популярны на протяжении середины 2000-х годов чаще всего распадались, или меняли свой стиль звучания. Андеграундный стиль начал возрождаться благодаря таким группам, как: Snowing и Algernon Cadwallader, которые стали предшественниками течения. Группы возрождения были вдохновлены второй волной эмо-культуры и эмо-сцены Среднего Запада 1990-х и начала 2000-х годов. Они часто демонстрировали «DIY-звучание», а тематика их песен ранжировалась от темы ностальгии до тем взрослой жизни. Сцены возникали на территории Соединенных Штатов и Великобритании, среди которых наиболее значимые возникли в таких городах как Филадельфия, та что дала сцене такие важные группы как Everyone Everywhere, Modern Baseball, Hop Along, Cayetana, Jank, Marietta, Algernon Cadwallader, и Snowing. Другими важными группами стали: Citizen, Title Fight, The World Is a Beautiful Place & I Am No Longer Afraid to Die, Touché Amoré, Into It. Over It., Tiny Moving Parts, Foxing, The Front Bottoms, Turnover, Tigers Jaw, Steadyfire, Dowsing, Joyce Manor, Joie De Vivre, My Heart To Joy, Empire! Empire! (I Was a Lonely Estate), Dikembe, Crash of Rhinos, A Great Big Pile Of Leaves, Balance and Composure, OWEL, You Blew It!, и Hotelier. Также, это возрождение было отмечено, помимо всего прочего, расширением стиля эмо — многие группы привнесли новые элементы и звучание, сохраняя при этом «классическое пёстрое эмо-звучание».

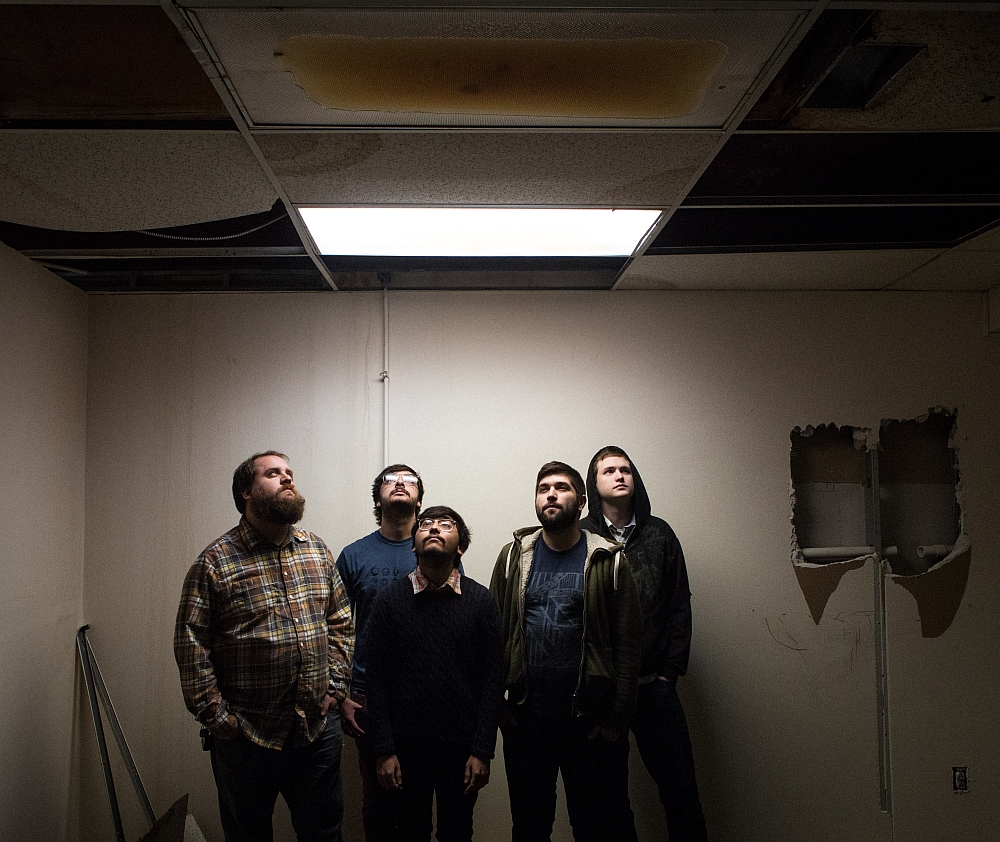
Эмо-группа возрождения Foxing.

### Скримо-ривайвл
В начале 2010-х термин скримо начал массово возвращаться, благодаря большому числу DIY-групп, в том числе таких скримо-групп как Loma Prieta, Pianos Become the Teeth, La Dispute и Touché Amoré, которые выпускали свои записи на относительно крупных независимых лейблах, таких, как Deathwish Inc. В 2011 Alternative Press отметила, что La Dispute сейчас «на передовой возрождения традиционного скримо» за их альбом Wildlife, хорошо принятый критикой. Они являются частью стилистически схожих скримо-ривайвл групп, которые называют себя «The Wave», состоящую из Touché Amoré, La Dispute, Defeater, Pianos Become the Teeth, Make Do and Mend.
Несколько значимых пост-хардкор групп так же считаются частью возрождения скримо, включая такие группы как Before Their Eyes, The Ongoing Concept, Too Close to Touch, I Am Terrified и Saosin. Alternative Press охарактеризовала этот стиль как «поп-скримо-ривайвл», упоминая такие группы как Senses Fail, Silverstein, The Used, Hawthorne Heights, Chiodos, Thursday, From First to Last, Thrice и Finch как имеющих огромное влияние на звучание.
В августе 2018 года журналист издательства Noisey Дэн Оззи объявил в месячном выпуске, что это было «лето скримо», отмечая, что скримо-группы продвигают жанр вперед после падения популярности «The Wave», а также воссоединения культовых групп таких как Pg. 99, Majority Rule, City of Caterpillar, и Jeromes Dream. Группы, отмеченные в этом выпуске, включая Respire, Ostraca, Portrayal of Guilt, Soul Glo, I Hate Sex и Infant Island, целом получили положительную оценку критиков из крупных публикаций, но не были столь же успешными, как их предшественники. Noisey также задокументировал, что, несмотря на утрату популярности в мейнстриме и продолжающуюся популярность на североамериканской сцене, особенно в Ричмонде, скримо стало более международным движением; особенно в Японии, Франции и Швеции благодаря таким группам, как Heaven in Her Arms, Birds in Row и Suffocate for Fuck Sake, соответственно. В том же 2018 году Vein выпустили свой дебютный альбом Errorzone, получивший признание критиков и коммерческий успех, объединив в себе элементы скримо, хардкора и ню-метала . Группа SeeYouSpaceCowboy ассоциируется с «sassy screamo revival» и вдохновляется скримо/постхардкор группой The Blood Brothers .

### Разногласия
Термин «эмо-ривайвл» стал причиной дискуссий. Множество групп и журналистов отмечали, люди просто перестали обращать внимание на андеграунд эмо. В 2013, Эван Вейсс заявил, что: «Забавно наблюдать как люди только начали замечать эмо, потому-что, мне кажется, что возрождение происходит уже на протяжении шести лет… Мне не кажется возрождение новым, но если оно ново для них, пускай наслаждаются».